# Croton vietnamensis
Espèce
Croton vietnamensis est une espèce de plantes à fleurs du genre Croton et de la famille des Euphorbiaceae, présente au Viêt Nam.
Elle a pour synonyme :
- Croton longipes, Gagnep., 1925